# Sasso Rosso
Il Sasso Rosso (2.645 m s.l.m.) è una montagna delle Dolomiti di Brenta nelle Alpi Retiche meridionali. Fa da confine naturale alla Val Nana o Piana della Nana.
Il suo nome deriva dal caratteristico colore rosso che lo differenzia dalle altre montagne. 
Ai suoi piedi si trova il Bivacco Costanzi.

## Ascensioni

### Prime ascensioni
- Antonio Salvadori, estate 1879[1][2]
- Silvestro Valenti, Ivo Silvestri e una terza persona ignota, 27 agosto 1885[1]
- Hjalmar Arlberg e Remigio Gasperi, 15 agosto 1892[1]